# Соколов, Николай Иванович (полный кавалер ордена Славы)
Николай Иванович Соколов (5 августа 1919, Любимский уезд, Ярославская губерния — 16 февраля 1984, Ярославль) — разведчик-наблюдатель 295-го гвардейского армейского пушечного артиллерийского полка (3-я армия, 1-й Белорусский фронт), гвардии ефрейтор.

## Биография
Николай Иванович Соколов родился в крестьянской семье в деревне Барманово Любимского уезда. Получил начальное образование, работал на заводе в Ярославле.
В 1940 году Ярославским горвоенкоматом был призван в ряды Красной армии. С июня 1941 года на фронтах Великой Отечественной войны. Оборонял Сталинград.
В бою в Гомельской области Белоруссии 20 ноября 1943 года гвардии ефрейтор Соколов, находясь на наблюдательном пункте, засек батарею 105-мм орудий противника, которая по его целеуказаниям была подавлена огнём дивизиона. Возле деревни Студенец в Гомельской области 22 ноября в бою, находился в боевых порядках пехоты, обнаружил и передал точные координаты батареи противника, мешающей продвижению стрелковых подразделений. Огнём дивизиона батарея была уничтожена и пехота овладела заданным рубежом. В тот же день, в бою за деревню Лобыревка, вынес из-под огня раненого командира стрелковой роты. Приказом по 3-й армии от 8 декабря 1943 года он был награждён орденом Славы 3-й степени.
При прорыве обороны противника 24 июня 1944 года на реке Друть в районе города Рогачёв гвардии ефрейтор Соколов вёл наблюдение за противником с передового наблюдательного пункта. В середине дня противник силами до роты пехоты предпринял контратаку на участке, на котором находился Соколов. Он начал косить солдат противника из автомата, подавая пример другим бойцам. Когда в критическуи минуту боя убило пулемётчика, он встал к пулемёту и с удвоенной энергией начал уничтожать противника. Тот дрогнул и, оставив на поле боя много тел своих солдат, откатился. Лично Соколов уничтожил в этом бою около 20 солдат противника. Приказом по войскам 1-го Белорусского фронта от 21 июля 1944 года он был награждён орденом Славы 2-й степени.
В боях за удержание плацдарма на левом берегу реки Одер в районе города Кюстрин (Костшин-над-Одрон) в феврале 1945 года гвардии ефрейтор Соколов, находился на наблюдательном пункте, во время контратак противника успешно вел разведку его огневых средств и передавал сведения о них на командный пункт полка. Когда убило офицера, организовал оборону наблюдательного пункта, огнём из автоматов и гранатами бойцы уничтожили свыше 15 солдат противника. В том же бою вынес тело погибшего офицера и доставил его на КП полка. При прорыве сильно укрепленной обороны противника на левом берегу реки Одер и в последующих боях в пригороде Берлина и в самом городе Соколов, находясь в боевых порядках нашей пехоты, успешно вел разведку огневых средств противника. Указом Президиума Верховного Совета СССР от 15 мая 1946 года он был награждён орденом Славы 1-й степени.
Старшина Соколов был демобилизован в мае 1946 года. Вернулся на родину, работал на заводе синтетического каучука в Ярославле.
Скончался Николай Иванович Соколов 16 февраля 1984 года. Похоронен в городе Любим.

## Комментарии
1. ↑  Деревня Барманово[1] находилась в 16 верстах от Любима и относилась ко 2-му стану Любимского уезда Ярославской губернии; не сохранилась[2], ныне — территория Воскресенского сельского поселения, Любимский район Ярославской области[3].